# Aswin Kwanmuang
Aswin Kwanmuang (Thong, 15 de febrero de 1951) es un político, policía y alcalde taliandés.
Llegó a ocupar el cargo de subjefe de la policía nacional. Es alcalde de Bangkok, capital y ciudad más importante de Tailandia, desde el 18 de julio de 2016. Fue designado en el cargo por el gobierno militar, hasta que se convoquen elecciones. Integró el Partido Demócrata de Tailandia.
Es conocido por impulsar políticas impopulares como eliminar a los vendedores ambulantes de las aceras y los espacios públicos, e incluso arrasar antiguas comunidades como la de Mahakan Fort para construir un parque. Contrajo matrimonio con Wassana, y son padres de tres hijos: Pongsakorn, Asadawut y Sukrit Kwanmuang.